# Nerva (keizer)
Nerva (Latijn: Marcus Cocceius Nerva Caesar Augustus; 8 november 30 - 27 januari 98), was een Romeinse keizer van 96 tot 98. Nerva werd keizer op een leeftijd van vijfenzestig jaar, na een levenslange keizerlijke dienst onder Nero en de keizers van de Flavische dynastie. Onder Nero was hij een lid van het keizerlijke gevolg en speelde een belangrijke rol in het blootleggen van de Pisonische samenzwering van 65. Later, als een loyalist aan de Flaviërs, verkreeg hij de functie van consul in 71 en 90 tijdens de heerschappijen van respectievelijk Vespasianus en Domitianus.

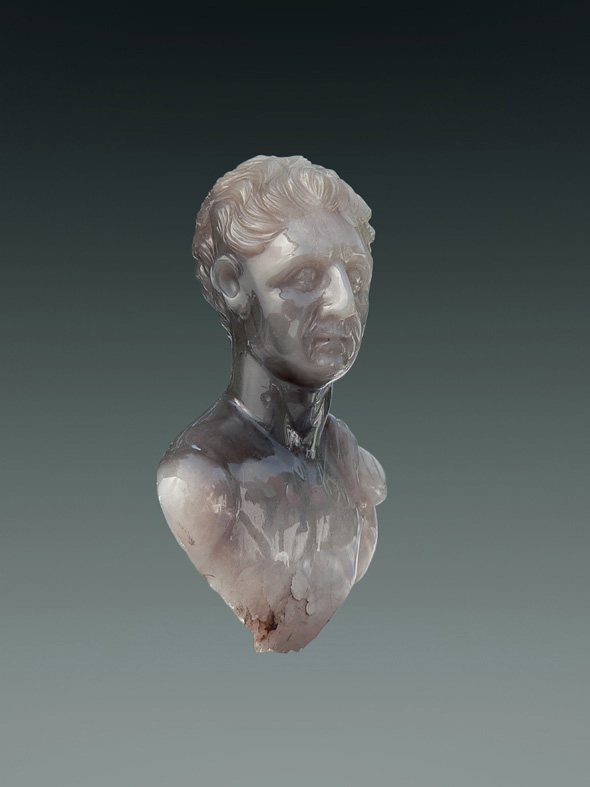
Buste van Nerva uit een privécollectie

Op 18 september 96 werd Domitianus vermoord in een samenzwering waarbij leden van de pretoriaanse garde en verschillende van zijn vrijgelatenen betrokken waren. Op dezelfde dag werd Nerva uitgeroepen tot keizer door de Romeinse Senaat. Dit was de eerste keer dat de Senaat een Romeinse keizer verkoos. Als de nieuwe heerser van het Romeinse Keizerrijk beloofde hij vrijheden te herstellen die ingeperkt waren tijdens de autocratische regering van Domitianus. Echter, Nerva's korte heerschappij werd verstoord door financiële moeilijkheden en zijn onvermogen om zijn gezag te doen gelden over het Romeins leger. Een opstand van de pretoriaanse garde onder leiding van Casperius Aelianus in oktober 97 dwong hem in wezen een erfgenaam te adopteren. Na wat overleg adopteerde Nerva Trajanus, een jonge en populaire generaal, als zijn opvolger. Na nauwelijks vijftien maanden in functie, stierf Nerva een natuurlijke dood op 27 januari 98. Na zijn dood werd hij opgevolgd en vergoddelijkt door Trajanus.
Hoewel een groot deel van zijn leven onduidelijk blijft, werd Nerva beschouwd als een wijs en gematigd keizer door oude historici. Recente historici herzien deze beoordeling, en karakteriseren Nerva als een goedbedoelende, maar uiteindelijk zwak heerser, wiens heerschappij het Romeinse Rijk aan de rand van een burgeroorlog bracht. Nerva's grootste succes was zijn vermogen om voor een vreedzame overgang van de macht te zorgen na zijn dood, dus richtte hij de Adoptiefkeizers en de Antonijnse dynastie op.

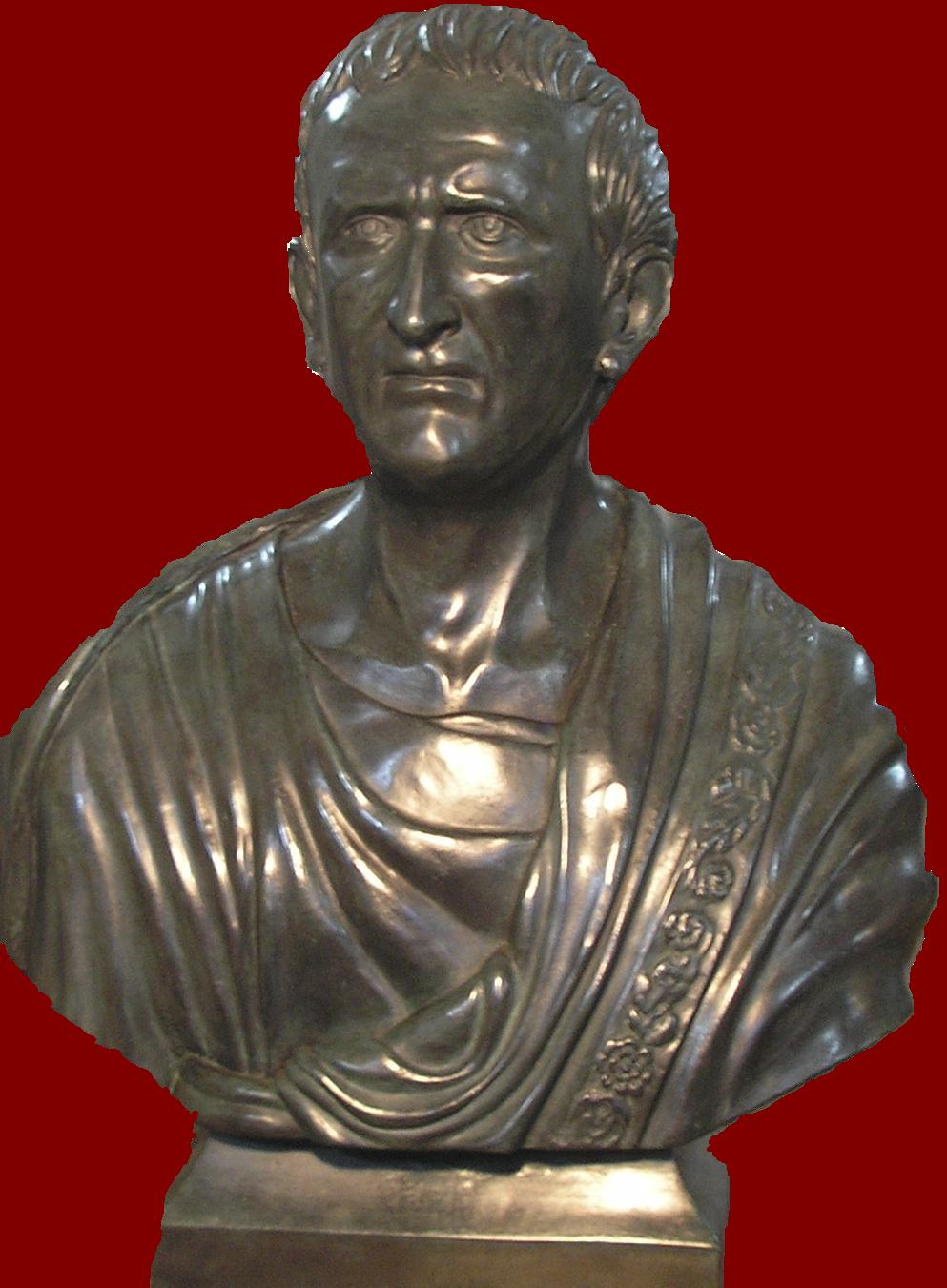
Buste van Nerva, Narni, Italië